# Comuna Smeeni, Buzău
Smeeni este o comună în județul Buzău, Muntenia, România, formată din satele Albești, Bălaia, Călțuna, Moisica, Smeeni (reședința), Udați-Lucieni și Udați-Mânzu.

## Așezare
Comuna se află în valea Călmațuiului, și este traversată de șoseaua națională DN2C, care o leagă spre vest de Costești. La Smeeni, din DN2C se ramifică șoseaua județeană DJ203D, a cărei ramură nordică, împreună cu șoseaua națională, constituie drumul de legătură al Buzăului cu Slobozia. Ramura sudică a DJ203D leagă comuna de Brădeanu și Scutelnici.

## Demografie
Componența etnică a comunei Smeeni
     Români (87,13%)
     Romi (1,38%)
     Alte etnii (0%)
     Necunoscută (11,49%)
Componența confesională a comunei Smeeni
     Ortodocși (88,05%)
     Alte religii (0,19%)
     Necunoscută (11,76%)
Conform recensământului efectuat în 2021, populația comunei Smeeni se ridică la 5.806 locuitori, în scădere față de recensământul anterior din 2011, când fuseseră înregistrați 6.649 de locuitori. Majoritatea locuitorilor sunt români (87,13%), cu o minoritate de romi (1,38%), iar pentru 11,49% nu se cunoaște apartenența etnică. Din punct de vedere confesional, majoritatea locuitorilor sunt ortodocși (88,05%), iar pentru 11,76% nu se cunoaște apartenența confesională.

## Politică și administrație
Comuna Smeeni este administrată de un primar și un consiliu local compus din 15 consilieri. Primarul, Ion Andrei[*], de la Partidul Social Democrat, este în funcție din 2012. Începând cu alegerile locale din 2024, consiliul local are următoarea componență pe partide politice:
|  | Partid                          | Consilieri | Componența Consiliului | Componența Consiliului | Componența Consiliului | Componența Consiliului | Componența Consiliului | Componența Consiliului | Componența Consiliului | Componența Consiliului | Componența Consiliului | Componența Consiliului | Componența Consiliului | Componența Consiliului |
|  | ------------------------------- | ---------- | ---------------------- | ---------------------- | ---------------------- | ---------------------- | ---------------------- | ---------------------- | ---------------------- | ---------------------- | ---------------------- | ---------------------- | ---------------------- | ---------------------- |
|  | Partidul Social Democrat        | 12         |                        |                        |                        |                        |                        |                        |                        |                        |                        |                        |                        |                        |
|  | Partidul Național Liberal       | 2          |                        |                        |                        |                        |                        |                        |                        |                        |                        |                        |                        |                        |
|  | Alianța pentru Unirea Românilor | 1          |                        |                        |                        |                        |                        |                        |                        |                        |                        |                        |                        |                        |

## Istorie
La sfârșitul secolului al XIX-lea, comuna făcea parte din plasa Câmpul a județului Buzău, era formată din cătunele Moisica, Sălcioara și Smeeni, și avea în total 1850 de locuitori, o școală și o biserică. Pe teritoriul actual al comunei, în aceeași plasă, mai funcționa pe atunci și comuna Albești, formată din cătunele Albești, Călțunașu, Cotuna, Udați și Lucieni, cu o populație totală de 1580 de locuitori. În comuna Albești funcționau o moară cu aburi, 4 stâne, o școală cu 35 de elevi și două biserici în satele Albești și Udați. Satul Bălaia (denumit pe atunci Bălaia-Popești) făcea pe atunci parte din comuna Gherăseni.
În 1925, Anuarul Socec consemnează cele două comune în plasa Glodeanurile a aceluiași județ, Smeeni având o populație de 2425 de locuitori, iar Albești — 1990. Cătunele comunei Albești erau atunci: Albești, Udați-Luceni, Udați-Mânzu și Călțuna.
În 1950, comunele Albești și Smeeni au fost incluse în raionul Buzău al regiunii Buzău și apoi (după 1952) al regiunii Ploiești. Comuna Albești a fost desființată și inclusă apoi în comuna Smeeni, care în 1968 a fost transferată din nou, în actuala componență, la județul Buzău, reînființat. Tot atunci, în 1968, satul Sălcioara a fost desființat și inclus în satul Smeeni.

## Monumente istorice
Șase obiective de pe teritoriul comunei Smeeni sunt incluse în lista monumentelor istorice din județul Buzău, ca monumente de interes local. Unul dintre ele, biserica „Sfântul Nicolae” din satul Sălcioara, construită în 1926, este clasificat ca monument de arhitectură. Restul sunt situri arheologice.
Situl arheologic de la Albești cuprinde o așezare aparținând culturii Boian din neoliticul mijlociu (mileniul al V-lea î.e.n.) și una datând din epoca migrațiilor (cultura Cerneahov, secolul al IV-lea e.n.). Situl de la nord-vest de satul Moisica cuprinde două așezări similare și în plus încă una din perioada Halstatt (secolele al XII-lea–al V-lea î.e.n.). Un alt sit aflat tot lângă Moisica, spre Albești, conține o așezare medievală timpurie atribuită culturii Dridu din secolele al IX-lea–al X-lea. Situl de la Smeeni, aflat în zona foste baze furajere și către Sălcioara, conține două necropole — una neolitică din mileniile al VI-lea–al V-lea și una din epoca migrațiilor (cultura Cerneahov). Situl din punctul „La Pascoli” de la Udați-Lucieni cuprinde o așezare din epoca migrațiilor (cultura Cerneahov, secolele al III-lea–al IV-lea) și una medievală timpurie aparținând culturii Dridu (secolele al IX-lea–al X-lea).

## Flora și fauna
Pe teritoriul comunei există 13,12 hectare de pădure, cea mai mare parte a teritoriului fiind ocupată de silvostepă cu pâlcuri de arbori. Aici cresc: stejarul pufos, brumăriu, pedunculat și ulmul, părul, mărul. Între plantele ierboase predomină gramineele. Pe nisipurile Călmățuiului vegetează obsiga, trifoiul și gușa porumbelului. Întâlnim, de asemenea, macul roșu, rapița, traista ciobanului, măselarița, păpădia, cimbrișorul, pălămida, mușețel, pelin.

## Clima
Comuna Smeeni se încadrează în zona temperat continentală. Temperatura medie anuală a aerului este de 10,5 grade Celsius, iar cea a solului de 12,5 grade Celsius. Vânturile dominante sunt Crivățul (aduce aer rece, tăios) și Austrul (aduce aer cald, indiferent de anotimp).

## Hidrografia
Râul Călmățui traversează zona de la nord-vest la sud-est, cursul fiind regularizat de un dig de pământ, eliminându-se astfel fenomenele de eroziune. Din punct de vedere hidrologic, apa subterană se află cantonată în orizontul nisipos, la adâncimi cuprinse între 3,5-15 metri fundație de terenului și este ascensională. 

## Persoane notabile locale
- Chivu Stoica (1908 - 1975), prim-ministru al Republicii Populare Române în perioada 1955 - 1961 și Președinte al Consiliului de Stat în perioada 24 martie 1965 - 9 decembrie 1967, când țara a devenit Republică Socialistă (21 august 1965).
- Marius Andruh (15 iulie 1954), chimist, membru titular și președinte al Secției de Științe Chimice a Academiei Române, Director al Departamentului de Chimie Anorganică al Facultății de Chimie de la Universitatea din București.